# Heli Lääts
Heli Lääts   (Kuressaare, 24 de juny de 1932 - Tallinn, 16 de febrer de 2018)  va ser una cantant estoniana (mezzosoprano) la carrera de la qual va començar a mitjans dels anys cinquanta. Lääts interpretava predominantment música popular d'estrada, de cambra, pop, polka i jazz.

## Primers anys de vida i educació
Heli Lääts va néixer a Kuressaare, a l'illa de Saaremaa, filla de Vladimir i Julia Lääts (nascuda Allik). Era la més petita de tres fills i l'única nena. El seu germà gran va ser el químic Koit Lääts (1928-2008) i el seu altre germà va ser el físic Valdur Lääts (1929-2002). Va passar els seus primers anys al poble de Sauvere. Després de l'ocupació alemanya d'Estònia durant la Segona Guerra Mundial, la mare de Lääts, una mestra d'escola, va ser executada per soldats alemanys a trets el 18 de novembre de 1941 en una represàlia contra els vilatans per l'assassinat d'un oficial militar alemany. Després de la mort de la seva mare, va ser criada per la seva tieta Anna. El seu pare es va tornar a casar més tard.

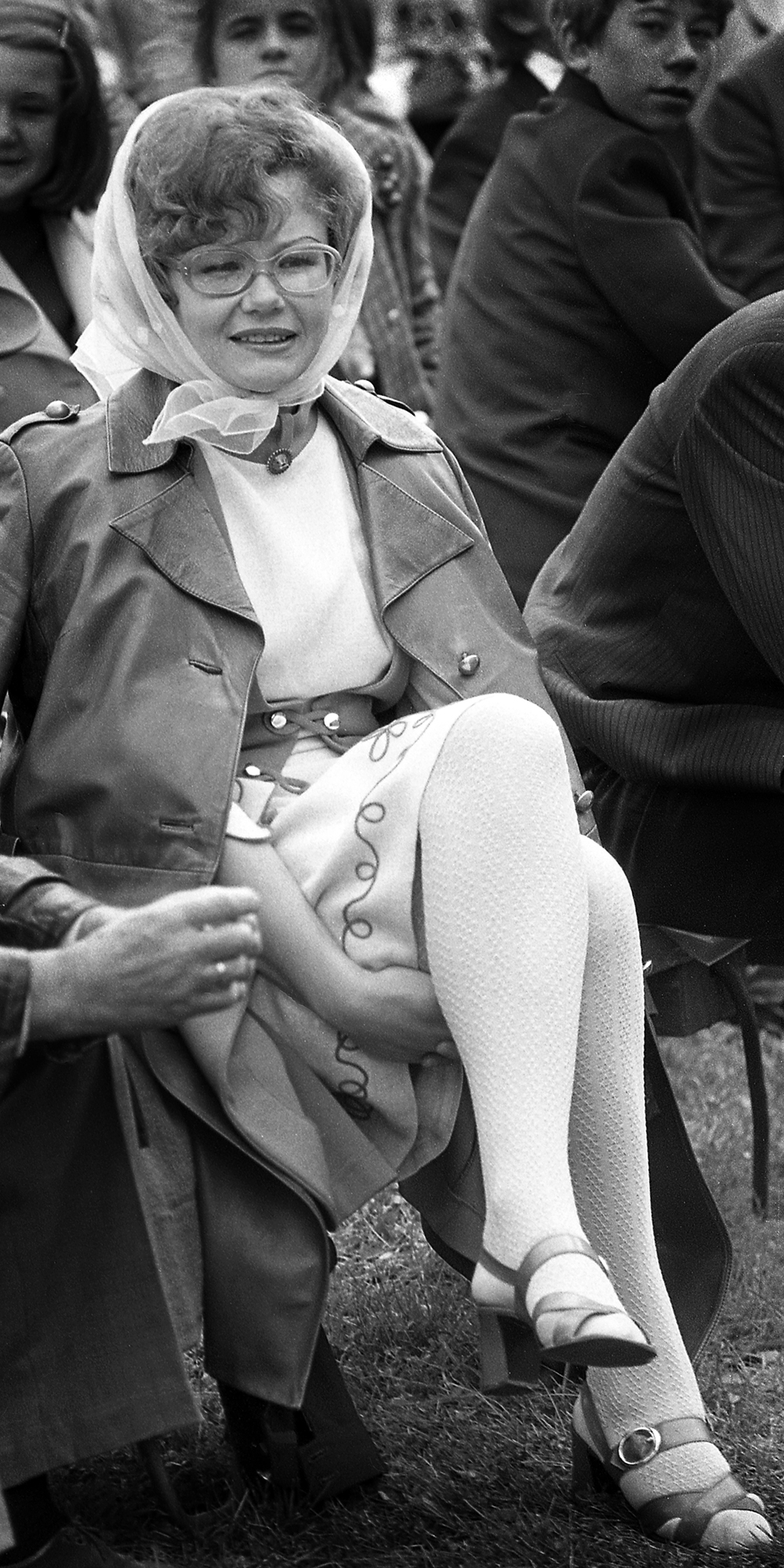
Lääts al recinte del Festival de la Cançó de Tallinn el 1974.

Lääts més tard va anar a escoles primàries i secundàries a Kivimäe i Rahumäe. El 1950, mentre contemplava assistir a la Universitat de Tartu per estudiar educació física, cantava en un cor mixt sota la direcció de Joosep Aavik. El cor va viatjar a Tallinn per al XIII Festival de la Cançó d'Estònia i Aavik va presentar Lääts al cantant Aleksander Arder, qui, després d'escoltar Lääts cantar, li va preguntar per què no volia formar-se com a cantant. Després d'un any de pràctiques a Kuressaare, va canviar els seus plans i es va matricular al Conservatori Estatal de Tallinn (actualment, l'Acadèmia de Música i Teatre d'Estònia) a Tallinn, graduant-se el 1955. El seu primer any al Conservatori, va estar sota la direcció del cantant Georg Ots.
El 1960, Lääts es va graduar en cant al Conservatori, després d'haver estudiat amb Tiit Kuusik. Va ser la primera cantant estoniana a obtenir una qualificació en cant d'estrada i de cambra.

## Carrera professional
El 1956, Lääts va començar a actuar com a cantant popular d'estrada amb l'Emil Laansoo Ensemble i l'Eesti Raadio Estrada Orchestra. Estrada, durant el període soviètic, normalment es referia als intèrprets de música popular tradicional (tot i que el terme real estrada (escenari) és molt més ampli). La música d'estrada generalment va ser escrita per compositors i poetes professionals. Les cançons eren dissenyades per a la destresa vocal, tenien melodies clares i enganxoses, i l'acompanyament ocupava un paper secundari.
El 1957, Lääts es va unir a molts altres intèrprets d'estrada i al conjunt Metronoom per participar al Festival Mundial de Joventut i Estudiants de Moscou. El 1958, Lääts va ser el primer cantant estonià a guanyar un títol en un concurs d'estrada a tota la Unió Soviètica.
De 1957 a 1961, Lääts va cantar al Trio de Dones de l'Eesti Raadio, i de 1957 a 1987 va actuar com a solista amb la Filharmònica Estatal de la RSS d'Estònia (actualment, l'Orquestra Simfònica Nacional d'Estònia). Des del 1966 fins al 1974, va treballar com a professora de cant a l'estudi d'estrada de la Filharmònica.
Durant la seva carrera, Lääts també va gravar i interpretar diverses cançons infantils. També va publicar diversos àlbums, va gravar música per a Eesti Raadio i va gravar cançons amb Mikk Mikiver, Uno Loop i Jaak Joala. Algunes de les seves cançons més conegudes a Estònia inclouen Tsirkus, Kaunid baleriinid, Oma laulu ei leia ma üles, Kevad ja päike i Tänav, pink ja puu.

## Vida personal i mort
Heli Lääts va estar casada amb el director d'orquestra i pianista Peeter Saul durant cinquanta-sis anys. Abans del seu matrimoni a Kadrina el 1958, havien mantingut una relació durant dos anys. Saül va morir el 2014. La parella va tenir dos fills, Indrek i Kaarel. Lääts va morir de causes naturals als 85 anys el 16 de febrer de 2018 a Tallinn. Va ser enterrada al cementiri de Metsakalmistu de Tallinn.

## Premis i reconeixements
Lääts va ser guardonada amb el títol d'Artista de Merit de la RSS d'Estònia el 1970 i d'Artista del Poble de la RSS d'Estònia el 1976. El 1980 va rebre l'Orde de la Insígnia d'Honor. El 2004 va ser guardonada amb l'Orde de l'Estrella Blanca, V classe. Aquell mateix any, va guanyar un dels quatre premis de la Fundació Nacional de Cultura d'Estònia a la trajectòria professional.